# Thyroptera lavali
El murciélago de ventosas de LaVal (Thyroptera lavali) es una especie de murciélago de la familia Thyropteridae.

## Distribución geográfica
Se encuentra en Perú, Venezuela y Ecuador.